# Poecilmitis hyperion
Poecilmitis hyperion là một loài bướm thuộc họ Lycaenidae. Đây là loài đặc hữu của Nam Phi.